# 消雪パイプ

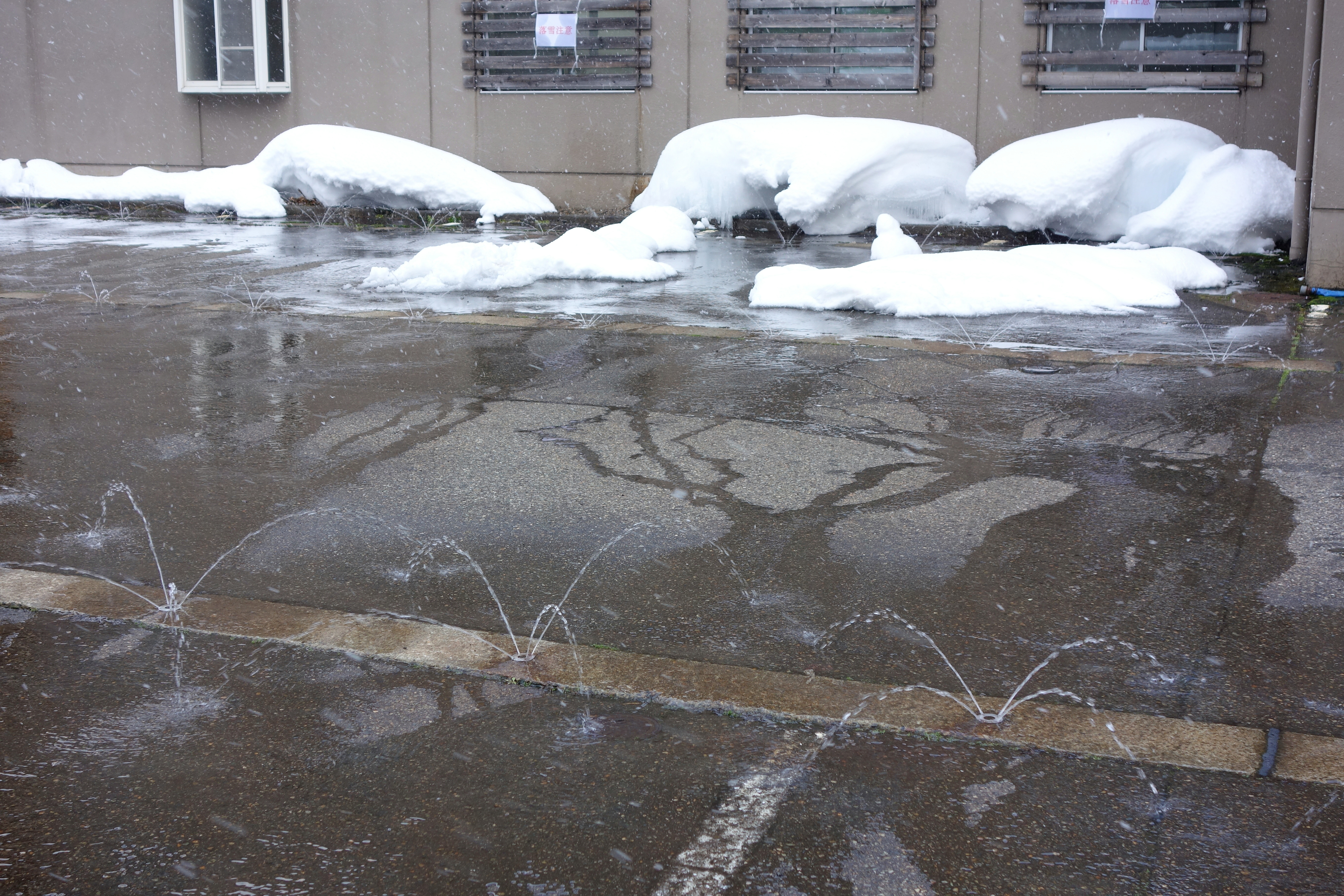
散水中の消雪パイプ（新潟県湯沢町）

消雪パイプ（しょうせつパイプ）は、道路に埋め込んだパイプから路上に設置したノズルを通して路面へ地下水を散布する除雪・融雪・路面凍結防止装置である。

## 概要

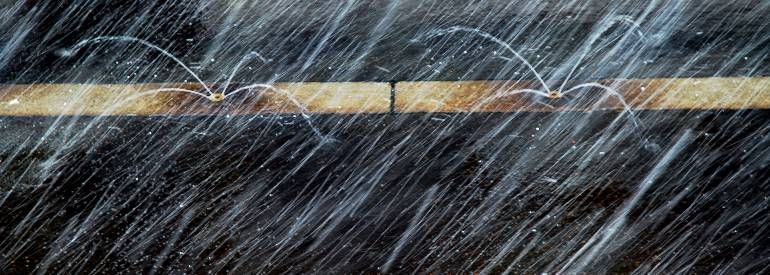
降雪中に効果を発揮する消雪パイプ

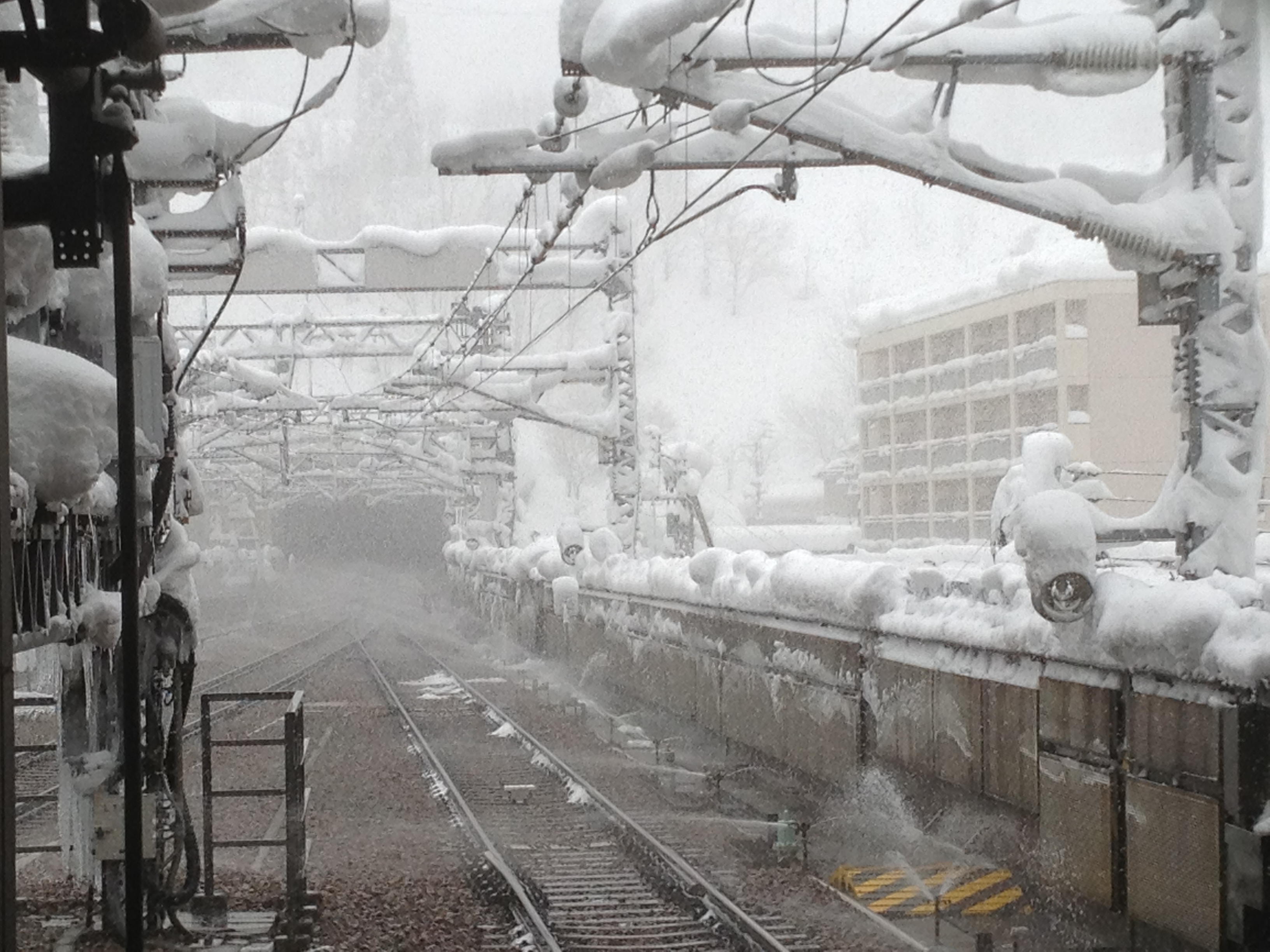
線路への散水例（JR上越新幹線・越後湯沢駅）

消雪パイプの発案者は諸説あるが、柿の種で知られる浪花屋製菓の創業者で、新潟県長岡市の市議でもあった今井與三郎が、周囲には雪が積もっているにもかかわらず、地下水の滲みだしている箇所にだけ雪がないことに目をつけ、昭和30年代に考案したとされる。今井は、井戸から温かい13℃の地下水を汲み上げ、これを長岡市の公道に散水して雪を解かす装置を設置することを訴えて、1961年（昭和36年）にこれを実現させた。長岡市は、1963年（昭和38年）1月30日に観測史上最高となる3m18cmの積雪（昭和38年1月豪雪）を記録し、市は完全に雪の中に閉ざされたが、消雪パイプを設置した延長3.7kmの道路だけはアスファルト路面が現れたままで、消雪パイプの絶大な効果に誰もが驚いたと伝えられている。
「消雪パイプ」「消雪管」「融雪管」などの名称が新潟県内ではよく用いられているが、北陸地方などで「融雪装置」「消雪工」といった場合、この消雪パイプを指す場合が多い。
消雪パイプは発祥の地である長岡市をはじめ、長野県北部、山陰、北陸から東北の平野部で雪が多く降る比較的気温の高い地域の幹線道路でよく見られるが、北海道や山間部など気温の低い地域では消雪水自体が凍ってしまうため、路面に埋設された電気ヒーターや温水管を熱源とすることで融雪するロードヒーティングが多く用いられる。

## 弊害

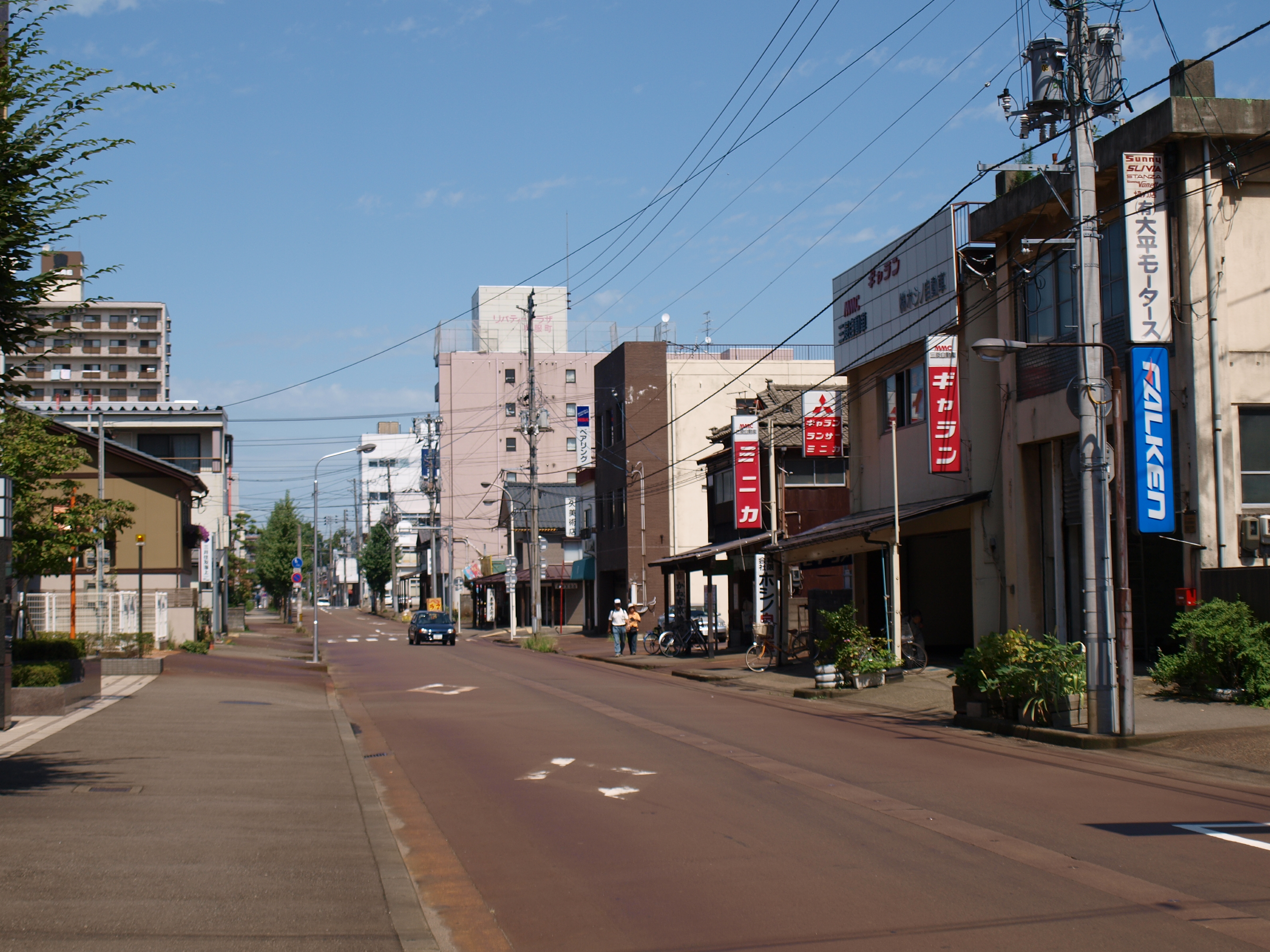
消雪パイプを設置したことで茶色く染まった道路（新潟県長岡市）

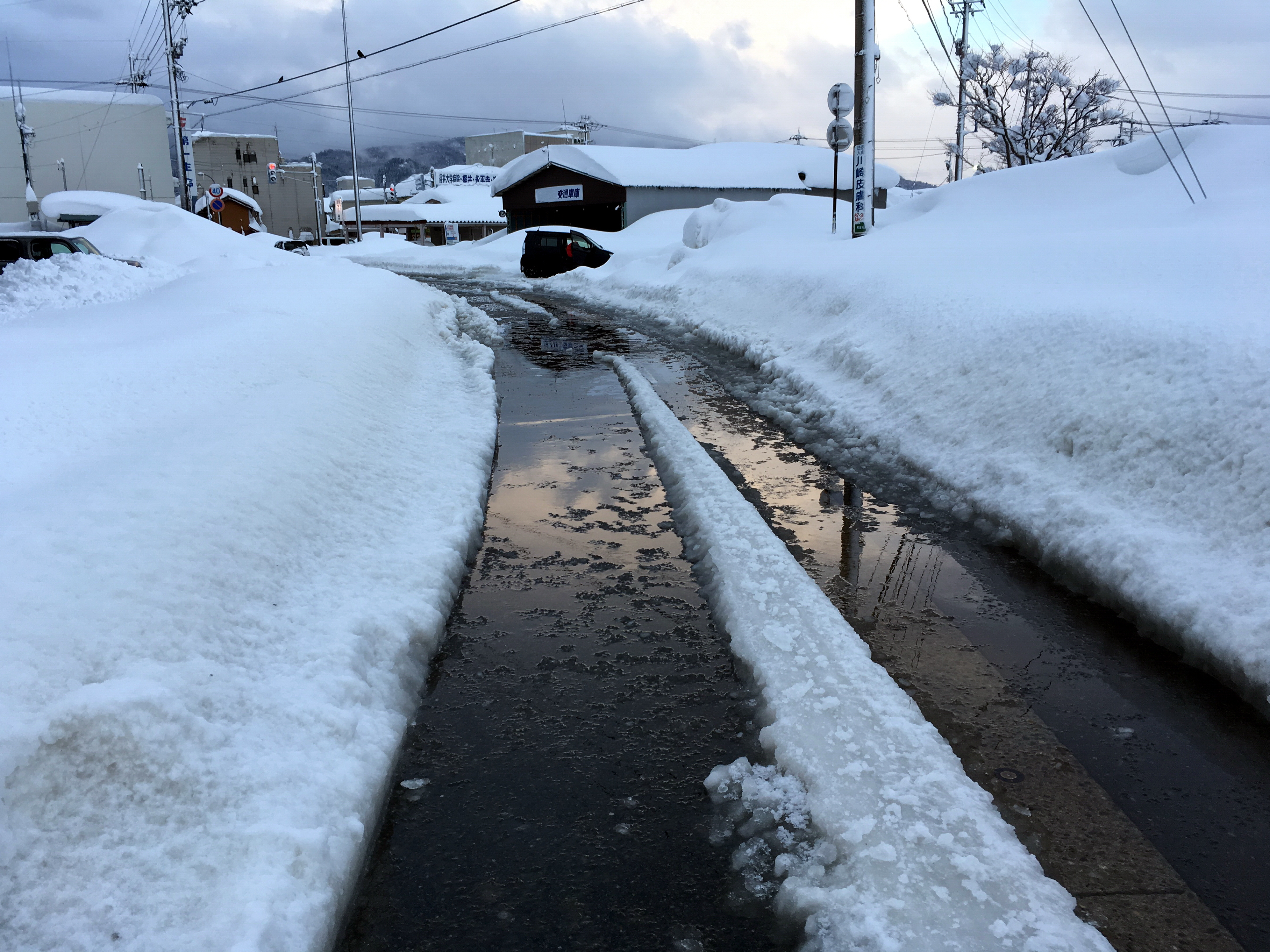
積雪で融雪装置の水はけが悪くなり冠水した道路（福井県坂井市）

消雪パイプは豪雪地帯における道路の積雪対策として交通障害を救う装置として北陸地方・東北地方の各県に急速に普及したが、その一方で多くの弊害も生み出した。最も顕著なものが地下水の汲み上げ過ぎによる地盤沈下であり、一部の地域では深刻な問題となっており、地下水の汲み上げをコンピュータで制御する方法も採用されている。このため道路を管理する地方自治体は地下水に替わる新たな水源の確保が求められた。1987年、建設省はその水源に多目的ダムを利用する方針を採用し、「雪対策ダム事業」として消流雪用水（しょうりゅうせつようすい）という新目的を1990年に設けた。富山県を中心に北陸地方の幾つかのダムで実用化されている。その他、河川、用水を利用した施設も検討され始めた。また、地下水位のWeb公開による節水への呼びかけといった取組みも行われている。
青森市では、港に近い青森駅前一帯の融雪水に海水が含まれており、特に頻繁に通行する、バスやタクシーの車体の腐食が問題となった。
その他にも、現在設置されている消雪パイプの多くが初期に開発された噴水状に水を撒くもののため雪の融ける箇所にムラが出来、融けきれずに残った雪と水が混合し、シャーベット状の雪となり歩行者の通行に支障をきたすほか、気温が下がって路面凍結が発生した場合に雪だけが凍ったものに比べ滑りやすくなってしまう。
水はけの悪い箇所や、雪づまりなどで排水能力が落ちた場合、撒いた水が溜まって道路が冠水したり、歩行者へ撥ね水がかかってしまうこともある。
また、開発当初の消雪装置は鋼製が多く、赤錆・腐食などが原因で、装置自体の破損や道路を汚すなどの弊害も出てきている。その対策として、ステンレス製品や塩化ビニル管といった腐食の少ない材料を使うようになってきた。
水垢や土砂などがパイプ内に堆積して融雪ができなくなることがあるので、定期的にメンテナンスをする必要がある。

## 装置のバリエーション

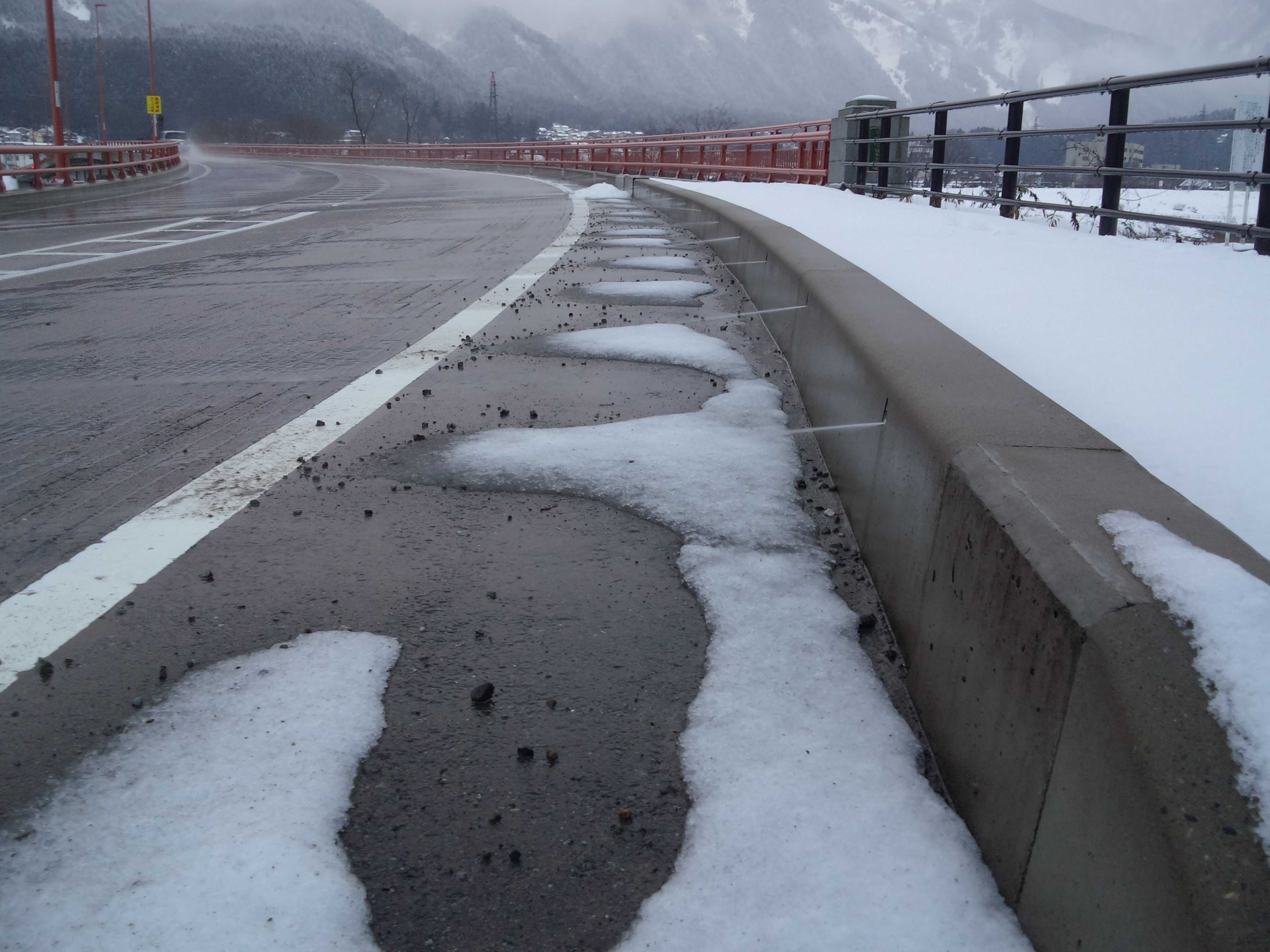
横からの散水例（石川県白山市）

### 設置の位置
1. 初期に開発されたもので、道路の中央線付近に一定の間隔で設置し噴水状に水を撒く。このタイプが設置されている道路は断面で見た場合に中央付近が最も高くなっており、両端が最も低くなっていて撒いた水が道路の両端へ流れるようになっている。
2. 比較的最近開発されたもので、道路の両端に一定の間隔で設置されている。上記のもののように高く水を撒くのではなく横に水が湧き出るようになっている。このタイプが設置されている道路は両端が高くなっており中央付近が最も低くなっている。中央付近に排水溝が設置されそこに水が流れ込むようになっている。この排水溝には落下防止のふたが設置されている。

### 消雪パイプ
1. シングル配管とは消雪パイプより枝管で直接水を消雪ノズルに送る方式であり、各消雪ノズルに調整ノズルが内蔵されている。この方式が主流となっている。個別で調整ができるが、消雪ノズルが複雑になるため若干コストがかかる。
2. ダブル配管とは送水用の太いパイプと散水用の細いパイプを並列し、送水パイプから散水パイプへ、そして散水パイプから枝管を通し消雪ノズルに水を送る方式である。ダブル配管用の消雪ノズルには調整弁がなく、散水管の系統毎に調整弁をつけて調整する。系統ごとの消雪ノズルの散水が均等になる。各末端に清掃用ドレン口が必要となるため、ドレンの数が1路線で多くなってしまう。また、調整バルブに異常があると1系統で不具合が生じるため、この方式は減少傾向にある。

## 夏季の利用
新潟県では三条市など一部地域の市道で夏季の暑さ対策として、2018年ごろから消雪パイプを利用した打ち水を実施している。